# Tanaecia balarama
Tanaecia balarama är en fjärilsart som beskrevs av Moore 1865. Tanaecia balarama ingår i släktet Tanaecia och familjen praktfjärilar. Inga underarter finns listade i Catalogue of Life.